# Philopterus picae
Philopterus picae är en insektsart som först beskrevs av Henry Denny 1842.  Philopterus picae ingår i släktet fjäderlingar, och familjen fjäderlöss. Arten är reproducerande i Sverige.